# Торгелов-Холлендерай
Торгелов-Холлендерай (нем. Torgelow-Holländerei) — община в Германии, в земле Мекленбург-Передняя Померания.
Входит в состав района Иккер-Рандов. Подчиняется управлению Ам Штеттинер Хаф. Население составляет 442 человека (2009); в 2003 г. также составляло 442. Занимает площадь 5,80 км².
| Год  | Население |
| ---- | --------- |
| 1991 | 272       |
| 1995 | 253       |
| 2000 | 410       |
| 2005 | 449       |
| 2010 | 428       |